# Rośle
Rośle (do 31 grudnia 2013 Rośle Duże) – wieś w Polsce położona w województwie wielkopolskim, w powiecie kolskim, w gminie Dąbie.
W latach 1975–1998 miejscowość administracyjnie należała do województwa konińskiego.

## Części wsi
| SIMC    | Nazwa      | Rodzaj    |
| ------- | ---------- | --------- |
| 0282642 | Oszczywilk | część wsi |
| 0282659 | Rośle Małe | część wsi |

## Osadnictwo holenderskie
W 1576 r. wieś Rośle stanowiła własność Anny Duninowem, wdowy po Piotrze Duninie. Miała 6 łanów powierzchni i 10 osad. W XVI w. łany folwarczne dawały dziesięcinę plebanowi w Pieczewie, zaś łany kmiece na stół arcybiskupi w Gnieźnie. W 1827 r. było w niej 9 domów i 121 mieszkańców. W 1888 r. miała 22 domy, 202 mieszkańców i 405 morgów powierzchni.
Mała wieś rzędowa położona na północny wschód od Dąbia, na północ od drogi z Dąbia do Łęczycy. Zagrody rozlokowane po północnej stronie drogi biegnącej równoleżnikowo przez wieś. Grunta osady opadają w kierunku południowym (kanałów odprowadzających wodę gruntową).
Krajobraz kulturowy związany z osadnictwem holenderskim zachowany w dobrym stanie. Zachowane tradycyjne rozłogi pól oraz posadowienie zagród, a także kanały gromadzące nadmiar wody gruntowej. Brak przykładów tradycyjnej architektury związanej z osadnikami.

## Straż pożarna
Od 1923 roku, we wsi Rośle działa Ochotnicza Straż Pożarna